# Menhir de Botudo
Le menhir de Botudo est situé à Vieux-Bourg dans le département français des Côtes-d'Armor.

## Protection
Il a été inscrit au titre des monuments historiques en 1969.

## Description
Le menhir mesure 4,55 m de hauteur pour 2,60 m de largeur et 2 m d'épaisseur. Fusiforme, il est en granite à gros grains.